# Anne Stine Ingstad

Anne Stine Ingstad, född 11 februari 1918 i Lillehammer, död 6 november 1997 i Oslo, var en norsk arkeolog.
Ingstad blev magister artium 1960 och filosofie doktor 1978. Hon gjorde sig känd som ledare för utgrävningarna vid L'Anse aux Meadows på den kanadensiska ön Newfoundland. Utgrävningarna beskrevs i The Discovery of a Norse Settlement in America (1977). Dessutom publicerade Ingstad bland annat Det nye land med de grønne enger (andra utgåvan 1991) och Osebergdronningens grav (jämte Arne Emil Christensen och Bjørn Myhre, 1992).
Hon var gift med Helge Ingstad.